# فیلیپ ژانول
فیلیپ ژانول (فرانسوی: Philippe Jeannol‎؛ زادهٔ ۶ اوت ۱۹۵۸) بازیکن سابق فوتبال اهل فرانسه است.
از باشگاه‌هایی که در آن بازی کرده‌است می‌توان به باشگاه فوتبال نانسی و باشگاه فوتبال پاری سن ژرمن اشاره کرد.